# المستجدة
المستجدة قرية سعودية، تتبع محافظة الغزالة في منطقة حائل جنوب جبل رمان، وتبعد عن مدينة حائل 130 كلم جهة الجنوب.